# Coupe Gambardella 2016-2017
Navigation
Édition précédente Édition suivante
La Coupe Gambardella 2016-2017 est la 63e édition de la Coupe Gambardella de football. Elle est organisée durant la saison 2016-2017 par la Fédération française de football et ses ligues régionales, et se déroule sur toute la saison, de septembre à mai. La compétition à élimination directe met aux prises les équipes de moins de 19 ans des clubs à travers la France.

## Soixante-quatrièmes de finale
| Club             | Score | Club          | T.a.b | Date            |
| ---------------- | ----- | ------------- | ----- | --------------- |
| Épinay-sur-Seine | 2-0   | FC Rouen 1899 | non   | 08 janvier 2017 |

## Seizièmes de finale
| Club                    | Score | Club                   | T.a.b | Date            |
| ----------------------- | ----- | ---------------------- | ----- | --------------- |
| Paris SG                | 3-1   | Lille OSC              |       | 17 février 2017 |
| AS Saint-Etienne        | 2-1   | SC Bastia              |       | 19 février 2017 |
| L'Etrat La Tour Sportif | 0-8   | AJ Auxerre             |       | 19 février 2017 |
| Olympique Lyonnais      | 2-3   | FC Metz                |       | 19 février 2017 |
| Lyon-Duchère            | 2-0   | ES Troyes AC           |       | 19 février 2017 |
| Red Star FC             | 0-2   | Dijon FCO              |       | 19 février 2017 |
| Montpellier HSC         | 1-0   | AS Nancy-Lorraine      |       | 19 février 2017 |
| OGC Nice                | 3-1   | AS Monaco              |       | 19 février 2017 |
| Cruassien               | 2-2   | Olympique de Marseille | 3-5   | 19 février 2017 |
| Stade Bordelais         | 0-2   | RC Lens                |       | 19 février 2017 |
| Torcy                   | 0-1   | Laval                  |       | 19 février 2017 |
| Tours FC                | 1-0   | Chamois niortais       |       | 19 février 2017 |
| IC Croix                | 0-5   | Stade brestois         |       | 19 février 2017 |
| US Avranches            | 0-3   | Le Havre AC            |       | 19 février 2017 |
| FC Lorient              | 3-1   | Stade rennais          |       | 19 février 2017 |
| US Boulogne             | 0-2   | FC Nantes              |       | 19 février 2017 |

## Huitièmes de finale
| Club                   | Score | Club            | T.a.b | Date         |
| ---------------------- | ----- | --------------- | ----- | ------------ |
| FC Lorient             | 2-0   | SC Bastia       |       | 12 mars 2017 |
| FC Metz                | 0-0   | OGC Nice        | 4-2   | 12 mars 2017 |
| AJ Auxerre             | 3-0   | Stade brestois  |       | 12 mars 2017 |
| Lyon-Duchère           | 1-3   | RC Lens         |       | 12 mars 2017 |
| Dijon FCO              | 0-2   | Paris SG        |       | 12 mars 2017 |
| Tours FC               | 0-2   | Montpellier HSC |       | 12 mars 2017 |
| Olympique de Marseille | 0-0   | Le Havre AC     | 3-2   | 12 mars 2017 |
| Stade lavallois        | 0-1   | FC Nantes       |       | 12 mars 2017 |

## Quarts de finale
| Club            | Score | Club                   | T.a.b | Date         |
| --------------- | ----- | ---------------------- | ----- | ------------ |
| Montpellier HSC | 0-0   | FC Metz                | 4-3   | 8 avril 2017 |
| FC Lorient      | 0-1   | AJ Auxerre             |       | 9 avril 2017 |
| FC Nantes       | 0-1   | Olympique de Marseille |       | 9 avril 2017 |
| RC Lens         | 1-0   | Paris SG               |       | 9 avril 2017 |

## Demi-finales
Les demi-finales se joueront sur terrain neutre au Stade Jacques-Rimbault de Bourges.
| Club                   | Score | Club       | T.a.b | Date          |
| ---------------------- | ----- | ---------- | ----- | ------------- |
| Olympique de Marseille | 1-1   | RC Lens    | 5-3   | 30 avril 2017 |
| Montpellier HSC        | 2-1   | AJ Auxerre |       | 30 avril 2017 |

## Finale
La finale se joue en ouverture de la finale de la Coupe de France de football 2016-2017 opposant le SCO Angers et le Paris Saint-Germain.
| Titulaires :     |             |     |
|                  |             |     |
|                  | Besic       |     |
|                  | Ali Mohamed |     |
|                  | Rocchia     | 63e |
|                  | Kamara      |     |
|                  | Perrin      |     |
|                  | Mezine      | 85e |
|                  | Zakouani    |     |
|                  | Marasovic   |     |
|                  | Dinaj       |     |
|                  | Mroivili    | 46e |
|                  | Chabrolle   |     |
|                  |             |     |
| Remplaçants :    |             |     |
|                  | Sarı        | 46e |
|                  | Ousfane     | 63e |
|                  | Gnapele     | 85e |
|                  | Mukulu      |     |
|                  | Bolnet      |     |
|                  |             |     |
| Entraîneur :     |             |     |
| Olivier Jannuzzi |             |     |

| Titulaires :   |          |     |
|                |          |     |
|                | Bertaud  |     |
|                | Roubini  | 57e |
|                | Roldan   |     |
|                | Cesco    |     |
|                | Cozza    |     |
|                | Rémy     | 57e |
|                | Llort    |     |
|                | Caumet   |     |
|                | Gouache  |     |
|                | Aduev    |     |
|                | Ammour   | 61e |
|                |          |     |
| Remplaçants :  |          |     |
|                | Vidal    | 57e |
|                | Trento   | 57e |
|                | Alram    | 61e |
|                | Printant |     |
|                | Karraoui |     |
|                |          |     |
| Entraîneur :   |          |     |
| Frédéric Garny |          |     |

| Titulaires :     |             |     |
|                  |             |     |
|                  | Besic       |     |
|                  | Ali Mohamed |     |
|                  | Rocchia     | 63e |
|                  | Kamara      |     |
|                  | Perrin      |     |
|                  | Mezine      | 85e |
|                  | Zakouani    |     |
|                  | Marasovic   |     |
|                  | Dinaj       |     |
|                  | Mroivili    | 46e |
|                  | Chabrolle   |     |
|                  |             |     |
| Remplaçants :    |             |     |
|                  | Sarı        | 46e |
|                  | Ousfane     | 63e |
|                  | Gnapele     | 85e |
|                  | Mukulu      |     |
|                  | Bolnet      |     |
|                  |             |     |
| Entraîneur :     |             |     |
| Olivier Jannuzzi |             |     |

| Titulaires :   |          |     |
|                |          |     |
|                | Bertaud  |     |
|                | Roubini  | 57e |
|                | Roldan   |     |
|                | Cesco    |     |
|                | Cozza    |     |
|                | Rémy     | 57e |
|                | Llort    |     |
|                | Caumet   |     |
|                | Gouache  |     |
|                | Aduev    |     |
|                | Ammour   | 61e |
|                |          |     |
| Remplaçants :  |          |     |
|                | Vidal    | 57e |
|                | Trento   | 57e |
|                | Alram    | 61e |
|                | Printant |     |
|                | Karraoui |     |
|                |          |     |
| Entraîneur :   |          |     |
| Frédéric Garny |          |     |